# Bill Bryden
Pour les articles homonymes, voir Bryden.
William Campbell Rough Bryden, OBE, né le 12 avril 1942 à Greenock en Écosse et mort le 5 janvier 2022, est un réalisateur et scénariste britannique. Il a travaillé comme directeur au Royal Court Theatre (1967-1971), au Royal Lyceum Theatre d'Édimbourg (1972-1975) et au Royal National Theatre (1975-1985); il fut également directeur invité à Glasgow et à New York. En 1990, il dirigea La Petite Renarde rusée de Leoš Janáček au Royal Opera House. Il travaille également pour le petit et le grand écran, comme scénariste, directeur et producteur exécutif. Il épousa en 1970 la potière Deborah Morris, avec laquelle il a deux enfants.

## Filmographie
Réalisateur
- 1983 : Ill Fares the Land
- 1986 : The Holy City
- 1992 : Six personnages en quête d'auteur
- 1987 : Aria

Scénariste
- 1980 : Le Gang des frères James (The Long Riders, film)
- 1977 : Old Movies
- 1975 : Willy Rough, BBC Play for Today
- 1975 : Benny Lynch, Scenes from a Short Life : a Play

## Directeur au théâtre
- 1974 : Spring Awakening – Old Vic
- 1974 : Roméo et Juliette – Old Vic
- 1975 : Le Baladin du monde occidental – Old Vic
- 1976 : Watch It Come Down – Old Vic
- 1976 : Il Campiello – Old Vic
- 1976 : Counting The Ways – National Theatre
- 1977 : The Passion – National Theatre (avec Sebastian Graham-Jones)
- 1977 : Old Movies – National Theatre
- 1977 : The Plough and the Stars – National Theatre
- 1978 : Lark Rise – National Theatre (avec Sebastian Graham-Jones)
- 1978 : American Buffalo – National Theatre
- 1978 : The World Turned Upside Down – National Theatre (avec Sebastian Graham-Jones)
- 1978 : The Long Voyage Home – National Theatre
- 1978 : Dispatches – National Theatre
- 1979 : Candleford – National Theatre (avec Sebastian Graham-Jones)
- 1980 : Hughie – National Theatre
- 1980 : The Iceman Cometh – National Theatre
- 1980 : The Nativity – National Theatre
- 1980 : Les Sorcières de Salem – National Theatre
- 1982 : A Midsummer Night's Dream – National Theatre
- 1983 : Glengarry Glen Ross – National Theatre (première mondiale)
- 1985 : Doomsday – National Theatre
- 1990 : The Ship (writer & director) Harland & Wolff Shed, Govan, Glasgow
- 1994 : A Month in the Country d'Ivan Tourgueniev, avec Helen Mirren et John Hurt. Yvonne Arnaud Theatre (en) and West End
- 1994 : The Big Picnic (scénariste & directeur) Harland & Wolff, Govan, Glasgow
- 2005 : Roméo et Juliette – Birmingham Repertory Theatre
- 2005 : The Creeper – Theatre Royal Windsor

## Prix et nominations
- 1985 : Laurence Olivier Awards comme meilleur directeur pour The Mysteries.
- 1985 : London Critics' Circle Theatre Awards comme meilleur directeur pour The Mysteries
- 1985 : London Evening Standard Theatre Award comme meilleur directeur pour The Mysteries